# Meigs (Georgia)
Meigs – miasto w Stanach Zjednoczonych, w stanie Georgia, w hrabstwie Mitchell.